# 美尾洋香
美尾 洋香（みお ひろか）は、ヴァイオリニストである。

## 来歴・人物
- 実姉は同じヴァイオリニストの美尾洋乃。
- 静岡県静岡市出身。
- 3歳からピアノとヴァイオリンを始める。
- ヴァイオリンは鷲見三郎、鷲見健彰、江藤俊哉に師事する。
- 桐朋学園高校、桐朋学園大学卒業
- 姉の美尾洋乃とともにヴァイオリン・デュオの『ミオストリングス』を始める。
- 静岡を中心とした演奏活動と共に後進の指導にあたっている。
- SBS学苑静岡校音楽講座　ヴァイオリン講師。

## レコーディング参加
- 美尾洋乃 「フルーツ・オブ・ザ・ムーン」、「CHLOE」
- Mio Fou
- オムニバス・アルバム「ソリッドレコード夢のアルバム」